# Provincia di Nicaragua
La Provincia di Nicaragua, anche chiamata Governatorato di Nicaragua, è stata un'entità amministrativa e territoriale dell'Impero spagnolo, creata nel 1527 a partire dalle terre centrali dell'istmo centroamericano, situate più a ovest rispetto alle zone occupate dai governatorato di Veragua e Castilla de Oro.